# Alberto Seixas Santos
Alberto Jorge Seixas dos Santos (* 20. März 1936 in Lissabon; † 10. Dezember 2016 ebenda) war ein portugiesischer Filmregisseur.

## Werdegang
Seine Eltern stammten aus dem Seebad Figueira da Foz. Er studierte Geschichte und Philosophie an der Universität Lissabon. Nach vier Jahren, in denen er bereits in Filmklubs aktiv war, brach er 1958 die Studien ab und wurde Filmkritiker für verschiedene Zeitungen, darunter den Diário de Lisboa und der Jornal de Letras e Artes. Seit 1962 studierte er am Institut des hautes études cinématographiques in Paris und an der London Film School.
Nach einigen Dokumentarfilmen drehte er 1968 mit dem Kurzfilm Brandos Costumes seinen ersten Spielfilm, der jedoch erst nach der Nelkenrevolution gezeigt wurde. Am Schnitt des Films war die schwedische Regisseurin Solveig Nordlund beteiligt, die sich seit ihrem Zusammentreffen mit Seixas Santos 1962 dem Film zugewendet hatte.
Seixas Santos war 1969 Mitbegründer des Filmkollektivs Centro Português de Cinema, einer Keimzelle des Novo Cinema. Nach der Nelkenrevolution 1974 wurde er Direktor der Filmschule des Nationalkonservatoriums in Lissabon und später Leiter des Instituto Português de Cinema, dem heutigen Instituto do Cinema e do Audiovisual. In den 1980er Jahren war er Programmdirektor bei der Rádio e Televisão de Portugal.
In den letzten Jahren wendete er sich wieder der Regie und speziell dem Erzählkino zu, auch auf internationaler Ebene.
Er ist Pate des Filmfestivals FigueiraFilmArt, das 2014 als Nachfolger des traditionsreichen Festival Internacional de Cinema da Figueira da Foz (FICFF, 1972–2002) neu gegründet wurde.

## Rezeption
Seixas Santos’ Bedeutung für den Portugiesischen Film lässt sich nicht an seinen relativ wenigen Filmen messen. Zwar waren Werke wie Brandos Costumes („Sanfte Bräuche“) oder Mal („Böse“) wegweisend für die Filmschaffenden und die Filmkritik des Landes, und auch sein Film Gestos e Fragmentos („Gesten und Fragmente“), in dem 8 Jahre nach der Nelkenrevolution neben Robert Kramer auch einer der wichtigsten Revolutionsmilitärs (Otelo Saraiva de Carvalho) zu Wort kommt, regte Diskussionen an. Doch war Seixas Santos vor allem als Theoretiker eine wichtige Figur im portugiesischen Kino, besonders der 60er und 70er Jahre. Er gab wichtige Impulse und engagierte sich auf allen Ebenen und in allen wichtigen Institutionen für das portugiesische Kino. Er ist bis heute ein gefragter Filmkritiker und eine Institution im Kulturbetrieb des Landes, was Kino angeht.

## Filmografie
| - 1968: A Arte e o Ofício de Ourives - 1968: A Indústria Cervejeira em Portugal - 1975: As Armas do Povo - 1975: Brandos Costumes - 1977: A Lei da Terra - 1983: Gestos e Fragmentos - 1995: Paraíso Perdido - 1999: Mal - 2005: Das Mädchen mit der toten Hand (A Rapariga da Mão Morta) - 2011: E o Tempo Passa | - 1967: Hoje, Estreia - 1975: Brandos Costumes - 1983: Gestos e Fragmentos - 1995: Paraíso Perdido - 1999: Mal - 2005: Das Mädchen mit der toten Hand (A Rapariga da Mão Morta) - 2007: Lobos - 2011: E o Tempo Passa |